# Palaquium gutta
Espèce
Statut de conservation UICN

 NT  : Quasi menacé
Synonymes
- Croixia gutta Baehni
- Dichopsis borneensis Fox
- Dichopsis gutta Bentham
- Dichopsis oblongifolia Burck
- Dichopsis treubii Fox
- Isonandra acuminata Miquel
- Isonandra gutta Hook.
- Isonandra percha Hook.
- Palaquium acuminatum Miquel
- Palaquium borneense Pierre
- Palaquium croixianum Dubard
- Palaquium formosum Pierre
- Palaquium fulvosericeum Engl.
- Palaquium gloegoerense Burck
- Palaquium malaccense Pierre
- Palaquium oblongifolium Burck
- Palaquium obscurum Burck
- Palaquium optimum Becc.
- Palaquium princeps Pierre
- Palaquium selendit Burck
- Palaquium treubii Burck
- Palaquium vrieseanum Burck

Palaquium gutta est une espèce de plantes à fleurs de la famille des Sapotaceae.

## Étymologie
L'épithète spécifique gutta vient du mot malais getah qui signifie sève ou latex. Il est connu en Indonésie sous le nom de karet oblong. C'est principalement avec cet arbre qu'est fabriqué la gutta-percha.

## Taxonomie
L'espèce a été décrite pour la première fois en 1847 par William Jackson Hooker. L'espèce possède de nombreux synonymes,.

## Description
Le Palaquium gutta est un arbre qui peut atteindre 40 mètres de haut. L'écorce est d'un brun rougeâtre. Les inflorescences portent jusqu'à 12 fleurs. Les fruits sont ronds ou ellipsoïdes, parfois brunâtres et tomenteux, ils mesurent jusqu'à 2,5 centimètres de long.

## Utilisation

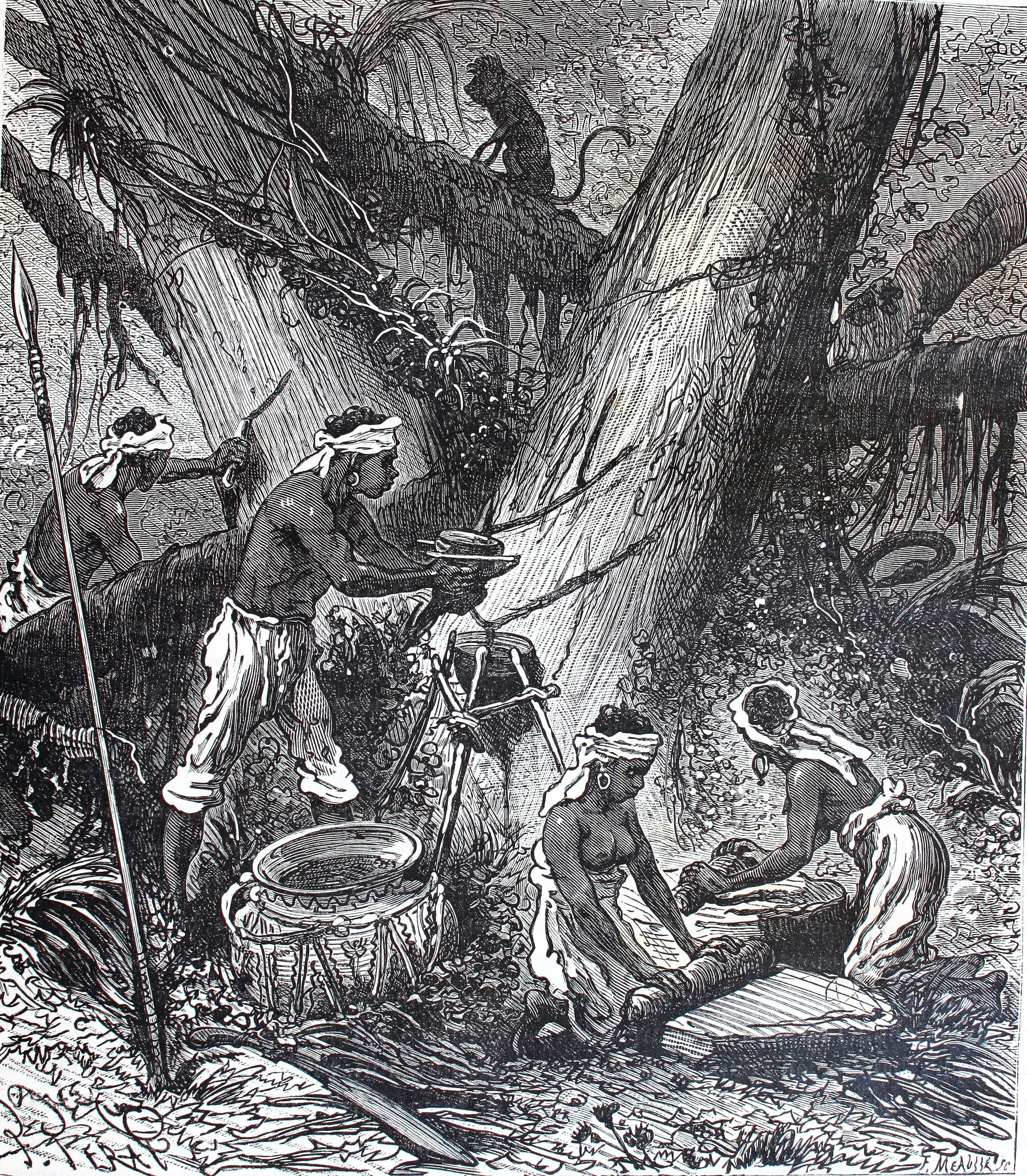
Récolte de la gutta-percha dans une forêt de la Malaisie, gravure de 1873.

Les graines sont utilisées pour fabriquer du savon et des bougies, et parfois en cuisine. Le latex est utilisé pour la fabrication de la gutta-percha. Le bois est exploité et commercialisé sous le nom de nyatoh.

## Habitat et Distribution géographique
L'arbre est originaire de Sumatra, de la Malaisie péninsulaire, de Singapour et de Bornéo. Il pousse au milieu de forêts mixtes de Dipterocarpaceae, et de forêts calcaires.

## Menaces et protection
Le Palaquium gutta a été évalué comme « quasi menacé » sur la liste rouge de l'UICN. La menace la plus importante pour l'espèce est la déforestation, notamment à Bornéo par la conversion des terres à la culture du palmier à huile.